# Bodaiji

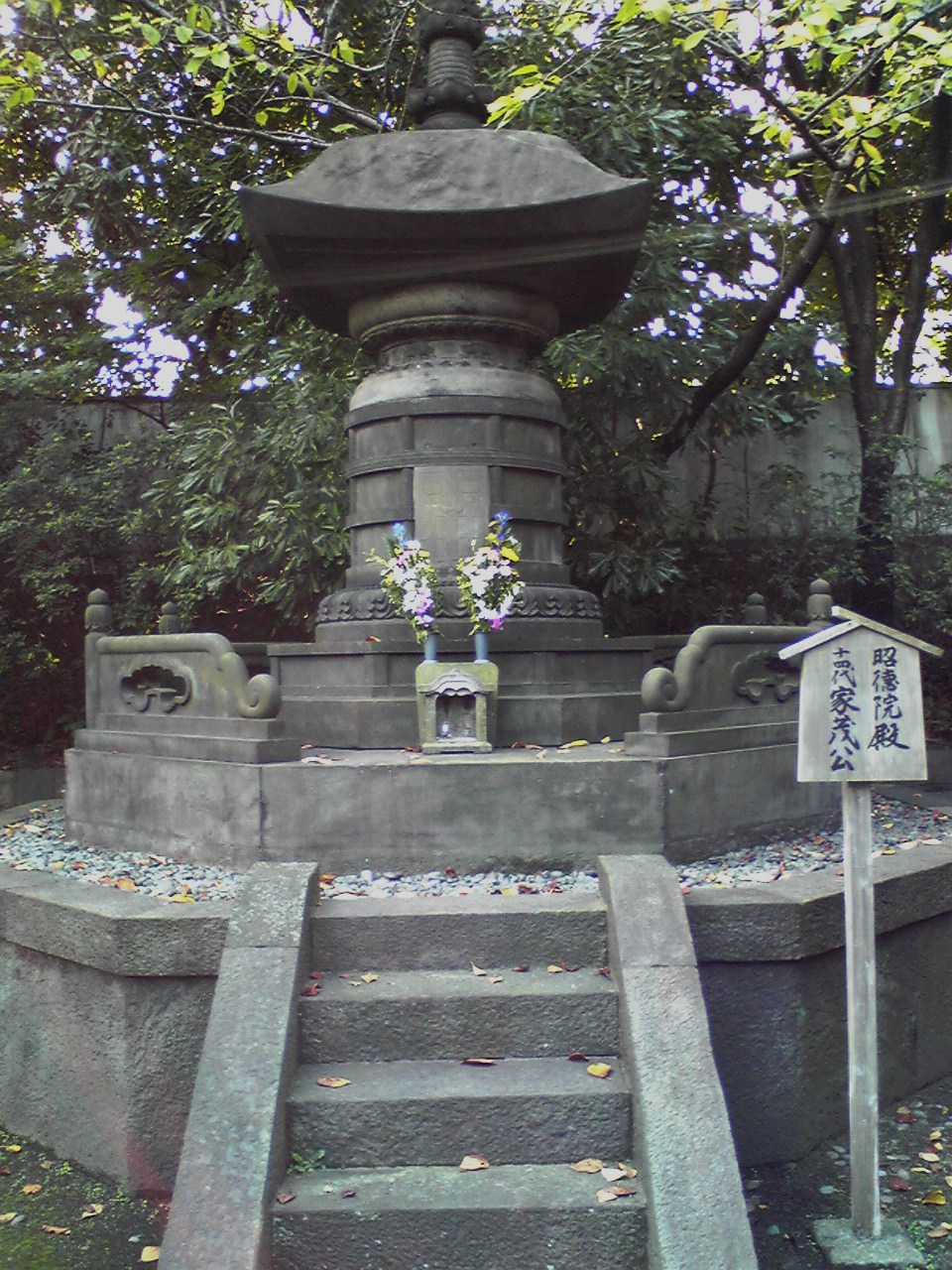
Tomba di Tokugawa Iemochi a Zōjō-ji, uno dei due bodaiji dei Tokugawa

Un bodaiji (菩提寺?, lett. "tempio del bodhi") nel Buddismo giapponese è un tempio che, generazione dopo generazione, si prende cura della morte di una famiglia, dando loro sepoltura e celebrando cerimonie a favore dell'anima. In nome deriva dal termine bodai (菩提?), che in origine significava solo illuminazione buddista (satori), ma che in Giappone ha significato anche la cura dei propri morti per garantire il loro benessere dopo la morte o la felicità nell'aldilà stesso. Diverse famiglie di samurai, tra cui i Tokugawa, costruirono i loro bodaiji per ordine, mentre altri seguirono l'esempio dei cittadini comuni e semplicemente adottarono un tempio esistente come tempio di famiglia. Le famiglie possono avere più di un bodaiji. Il clan Tokugawa, ad esempio, ne aveva due, mentre il clan Ashikaga ne aveva diversi, sia nel Kantō che nel Kansai.

## Alcunibodaijifamosi
- Il Tōshō-ji del clan Hōjō a Kamakura (periodo Kamakura) (distrutto nel 1333)
- Hōkai-ji del clan Hōjō a Kamakura (periodo Muromachi)
- Il Tōji-in del clan Ashikaga a Kyoto (periodo Muromachi)
- Il Chōju-ji di Ashikaga Takauji a Kamakura (periodo Muromachi)
- Il Zuisen-ji a Kamakura (periodo Muromachi), bodaiji dei cinque Ashikaga Kantō kubō, sovrani del Kantō durante il primo periodo Muromachi
- Il Kan'ei-ji di Tokugawa e Zōjō-ji a Tokyo (periodo Edo)
- Il Kōmyō-ji del clan Naitō a Kamakura (periodo Edo)